# Parti réformateur libéral (Australie)
Pour les articles homonymes, voir Parti réformateur libéral.
Le Parti réformateur libéral (Liberal Reform Party) est un ancien parti politique australien, actif dans l'État de Nouvelle-Galles du Sud et correspondant au niveau fédéral au Free Trade Party. Il est né après la création de la fédération australienne en 1901, stimulé par le développement des partis politiques dans les États qui s'y étaient auparavant opposés. Avec le parti progressiste créé à peu près au même moment, il a créé un système de deux partis qui a caractérisé la première décennie du XXe siècle dans l'État. Bien qu'au niveau fédéral, le Free Trade Party ait été remplacé par le Parti libéral du Commonwealth en 1909, le Parti réformateur libéral est resté, en Nouvelle-Galles du Sud, le parti opposé au parti travailliste australien jusqu'à la formation du parti nationaliste d'Australie en 1917. 